# Neue Burg
Neue Burg er den sydligste (og nyeste) fløj af Hofburg i Wien i Østrig. Neue Burg, der ofte også kaldes Neue Hofburg, er tegnet og delvis opført af arkitekterne Karl von Hasenauer og Gottfried Semper. Den var oprindelig planlagt som to ens modsatliggende bygninger, der hver med en halvbuet form skulle danne rum for en plads. Bygningerne ville sammen med Kunsthistorisk Museum Wien og Naturhistorisk Museum Wien, der ligger i forlængelse af Neue Burg på den modsatte side af Ringstraße have udgjort et stort monumentalt kompleks over Ringstraße.
Opførelsen af det nye slotskompleks begyndte i 1881, og Hasenauer, der også var arkitekt på de to museer, skulle stå for opførelsen af den nye slotsfløj. Efter Hasenauers død i 1894 overtog hans elever Bruno Gruber og Otto Hofer og senere embedsmændene Emil von Förster og Julian Niedzielski byggeriet, men de stødte konstant ind i problemer. Bl.a. måtte man grave fundamentet 25 m ned, da byggeriet befandt sig på de opfyldte arealer for den gamle voldgrav. Fra 1899 overtog professor Friedrich Ohmann byggeriet. I 1906 gjorde kejser Franz Joseph tronfølgeren Franz Ferdinand til protektor for slotsbyggeriet, og han udnævnte arkitekten Ludwig Baumann som afløser for Ohmann. Den nuværende fløj stod færdig i 1913, men det oprindelige kompleks blev aldrig bygget færdig, da det østrigske monarki med 1. verdenskrig faldt fra hinanden i 1918. Den modsatliggende fløj blev dermed aldrig bygget.
Pladsen foran Neue Burg kaldes Heldenplatz. Her findes to ryttestatuer af hhv. Ærkehertug Karl og Prins Eugen af Savoyen.
Fra balkonen på Neue Burg kunne Adolf Hitler i 1938 proklamere Østrigs indlemmelse i Nazityskland overfor en stor folkemængde på Heldenplatz.
I dag indeholder Neue Burg læsesale for Østrigs Nationalbibliotek samt et våben- og jagtmuseum, et museum for musikinstrumenter samt Ephesos Museum med genstande fra Efesosudgravningen i Tyrkiet. Endvidere anvendes Neue Burg som internationalt mødecenter, bl.a. for flere internationale organisationer. Østrigs regering anvender også Neue Burg til en række statsbegivenheder og statsmodtagelser.
48°12′19″N 16°21′53″Ø / 48.2053°N 16.3647°Ø